# Ени Либовиц
Ана Лу Либовиц (енгл. Anna-Lou Leibovitz); Вотербери, 2. октобар 1949) јесте америчка фотографкиња, која у свом уметничком приступу негује јединствену сарадњу између фотографа и субјекта.
Почетком 70-их година 20. века, радећи у часопису Ролинг стоун, почела је фотографисати познате музичаре, глумце и књижевнике. Из тога времена познате су насловне странице Ролинг стоуна са портретима Џона Ленона, Пети Смит, Боба Дилана и Боба Марлија.

## Биографија
Рођена је 2. октобра 1949. године, као треће дете Мерилин Едит и Семјуела Либовица у Вотерберију, Конектикату. Њен отац је био генерал у америчкој војсци, румунско-јеврејског порекла, а њена мајка је била инструктор плеса, естонско-јеврејског порекла. Породица се често селила због посла њеног оца, а она је још као мала фотографисала када је била привремено на Филипинима, током рата у Вијетнаму. Њена страст за уметношћу родила се и развијала под утицајем њене мајке.
Похађала је средњу школу Нортвуд у Силвер Спрингу, Мериленду, и постала још више заинтересована за уметност, па је почела да пише и прави музику.
Либовиц је похађала Институт за Уметност у Сан Франциску, где је студирала сликање са намером да постане професор ликовне уметности. У међувремену, инспирисао ју је рад Роберта Франка и Анри Картијер Бресона, па је променила и свој смер на факултету. Наредних неколико година је развијала своје вештине и радила неколико послова.

## Каријера

### Утицаји
Фотоапарат јој је служио као бољи начин за хватање буке протеста док је живела у Сан Франциску. Либовиц посебно наводи утицај на свој рад француског фотографа Картијер -Бресона, јер јој је његов рад открио да је фотографисање пасош света, који јој је омогућио да ради и види ствари за које иначе не би имала прилике.

### Професионални почеци
Док је још била студент уметности, Либовиц је свој портфолио однела у новоосновани часопис Ролинг Стонс, који је 1967. године започео у Сан Франциску као глас нове генерације контракултурних младих умова. Први успех је забележила 1970. године фотографијом Џона Ленона за насловницу Ролинг Стонса. То је била прва сарадња са тако великом звездом и почетак озбиљне фотографске каријере.
Часопис ју је именовао за главног фотографа 1973. Управо на тој позицији брзо је доказана њена способност да види оно што други не могу. Фотографисала је све, од политичара до рок звезда. Њен стил рада је био да се неприметно интегрише у свакодневницу својих модела и да их онда фотографише.

### Рад
Са пресељењем Ролинг Стонса у Њујорк, Либовиц је 1979. године доживела пробој, јер је та година означила почетак њеног истраживања потенцијала портрет фотографија, слика које су користиле неку врсту симболике да би дале увид у душу модела, попут Бет Мидлер која је лежала у мору ружа.
У децембру 1980. Либовиц дошла у стан Џона Ленона и Јоко Оно да их фотографише као обичан пар код куће. Надајући се голишавој фотографији њих двоје, Либовиц је тражила од њих да се скину, али је Јоко то одбила, што је резултирало сада чувеном сликом пара – Џона голог и Јоко потпуно одевене – исплетених на поду. Само неколико сати касније, Џон Ленон је упуцан испред њихове резиденције у Њујорку. Њихова слика се нашла на насловници следећег издања Ролинг Стонса без наслова.
Као званични фотограф рок групе The Rolling Stones из 1975. године, Либовиц је почела редовно да користи дрогу, испрва као покушај зближавања са бендом. На крају је требало решити се ове навике, јер је негативно утицала на њен живот. Почетком ’80-их пријатељски се разишла са часописом и отишла на одвикавање како би се изборила са зависношћу од дроге.
Након тога, своју каријеру наставља у Венити Феру. Ово је био огроман скок за уметницу, која је била толико дубоко усађена у свет Ролинг Стонса и његову везу са Рокенролом, а сада је морала да се припреми за представљање широј публици.
Многе њене слике се сматрају ванвременским. Међу њима је и слика голе Деми Мур у поодмаклој трудноћи. Провокативна насловница била је крајње контроверзна и повучена је са полица конзервативнијих малопродаја. Полемика се подигла и када је фотографисала полуголу 15-годишњу Дизнијеву звезду Мајли Сајрус, која је нашироко критикована због приказивања превише провокативности.

### Свестраност
Током своје каријере радила је и у адвертајзингу, укључујући кампање за Гугл, Америкен Експрес, Дизни и Калифорни Милк Процесор Борд и многе друге.
Њена дела су приказана у музејима и галеријама широм света. Награђена је ИЦП-овом наградом за животно дело, почасном наградом Клио, наградом Гламур за визионара, наградом Америчког друштва магазинских фотографа и почасним докторатом Школе за дизајн, између осталих признања.
Издала је и бројне књиге у којима су приказани њени радови: Фотографије (1983), Фотографије: Ени Либовиц 1970–1990 (1991), Олимпијски портрети (1996), Жене (1999), Америчка музика (2003), Живот фотографа: 1990–2005 (2006) , Ени Либовиц на послу (2008), Пилгрим (2011) и Ени Лабовиц, објавио Ташен 2014.
Њена репутација креирања фотографија које су визуелно упечатљиве и психолошки занимљиве чине је изузетно траженом фотографкињом како за уметнички тако и за комерцијални рад.

## Приватни живот
Либовиц има три ћерке. Прва, Сара Камерун Либовиц, рођена је у октобру 2001. године, када је Ени Либовиц имала 52 године. Касније су уследиле близнакиње Сузан и Семјуел, које су рођене уз помоћ сурогат мајке у мају, 2005. године.
Либовиц је била у вези са списатељицом Сузан Сонтаг од 1989. године до Сузанине смрти 2004. године. Док је Сузан била жива, ниједна од њих две није јавно рекла да ли је њихова веза платонска или романтична. Либовиц је за Сузан једном рекла:
| „ | Реч "сапутник" или "партнер" нису биле у нашем речнику. Ми смо двоје људи које су помогле једна другој више пута током наших живота. Најближа реч за тако нешто јесте "пријатељ", али и "љубавник". Зовите нас љубавницама. Волим ту реч, звучи романтично. Желим да будем прецизна, ја волим Сузан. | ” |